# Lange Nacht der Museen

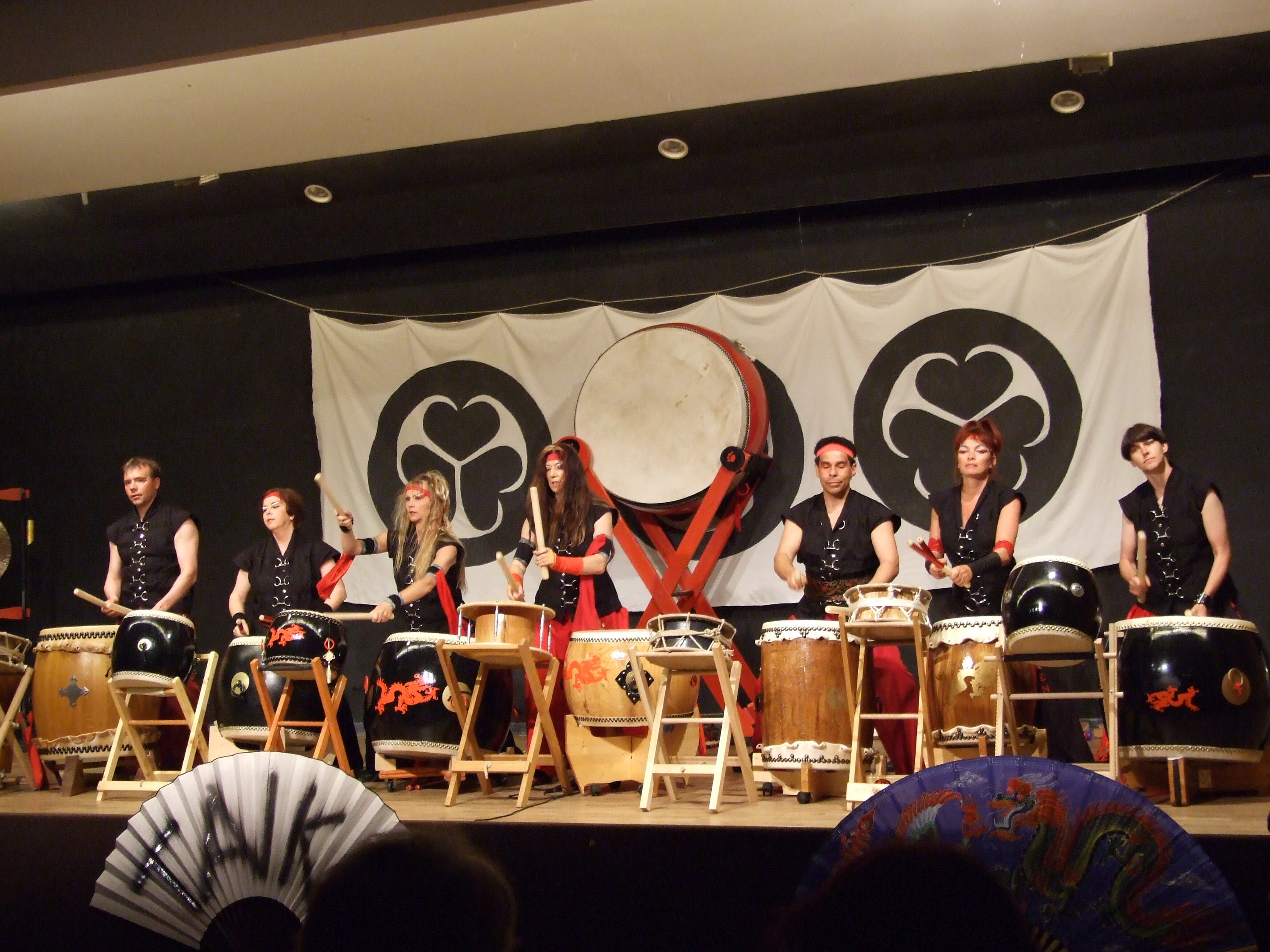
Japanische Trommeln im Offenbacher Ledermuseum

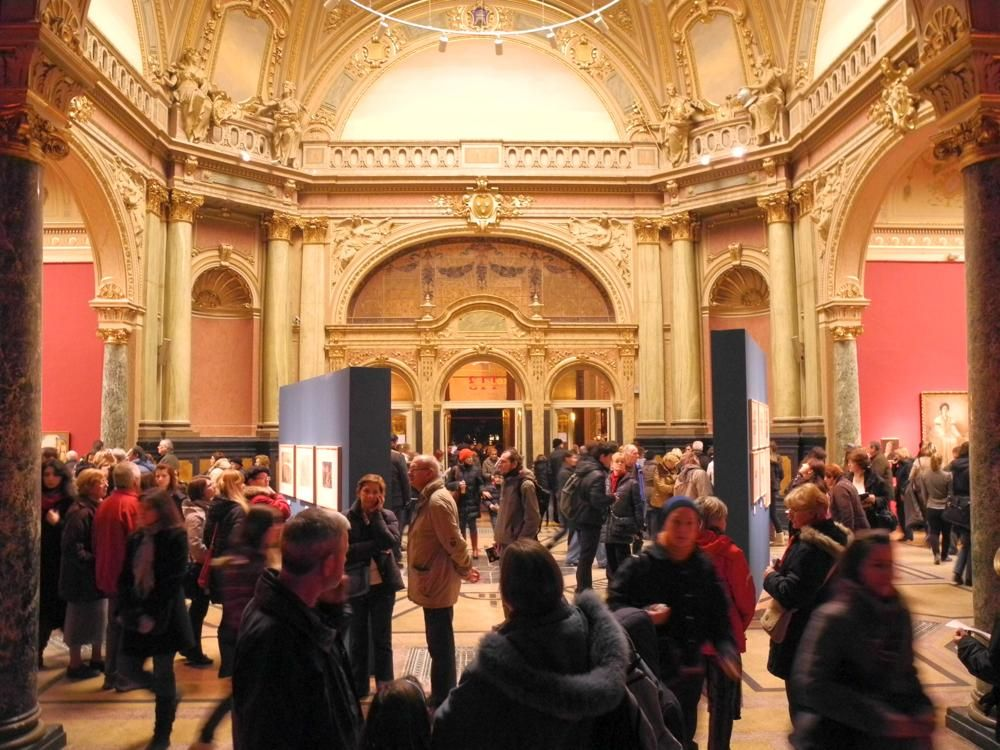
Nacht der Museen 2012 im Kunstpavillon Zagreb, Kroatien

Als Lange Nacht der Museen (auch: Nacht der Museen; vor allem in der Schweiz: Museumsnacht) werden Gemeinschaftsaktionen mehrerer Museen eines Ortes bezeichnet, die an einem vereinbarten Aktionstag ihre Öffnungszeiten bis in die Nacht verlängern und diese Veranstaltung gemeinsam vermarkten. Ziel der Aktionstage ist, auf die Einrichtungen aufmerksam zu machen und neue Besucherkreise zu gewinnen.
Die erste Lange Nacht der Museen fand 1997 in Berlin statt. Eine gemeinsame Eintrittskarte ermöglichte den Besuchern den Zugang zu allen beteiligten Einrichtungen und die Nutzung des öffentlichen Nahverkehrs. Da das Konzept erfolgreich war und eine große Zahl von Besuchern anzog, finden Museumsnächte inzwischen in über 120 Städten statt. So haben auch die Nuit Blanche in Paris, die museums-n8 in Amsterdam, die Lange Nacht der Museen in Wien und die Nacht der Museen in Frankfurt und Offenbach am Main Bekanntheit erlangt.
Eine länderübergreifende Aktion wurde 2007 vom Europarat unterstützt. So öffneten am 19. Mai 2007 in 39 Staaten mehr als 2000 Museen am Samstagabend. In Europa nahmen die Städte Baku, Brüssel, London, Paris, Straßburg, Zagreb, Bratislava, Barcelona, Madrid, Lissabon, Belgrad, Tallinn, Budapest, Venedig, Lugano, Vilnius, Krakau, Warschau und Bukarest daran teil.
Neben Museen können auch andere Kultureinrichtungen beteiligt sein. So gibt es z. B. eine Lange Nacht des offenen Denkmals, in der auch private Baudenkmale und Ausstellungen geöffnet werden, etwa bis 2017 in Stralsund und seit 2011 in Baden-Württemberg.

## Deutschland
In Berlin gibt es seit der ersten Veranstaltung 1997 jedes Jahr ein bis zwei lange Museumsnächte. Zum 20-jährigen Jubiläum fand die 37. Veranstaltung am 19. August 2017 in rund 80 teilnehmenden Museen statt; die Zahl der Besucher wurde mit über 30.000 angegeben. Die 40. Museumsnacht am 29. August 2020 wurde aufgrund der Corona-Pandemie abgesagt. 75 Museen hatten bereits ihre Teilnahme verkündet.

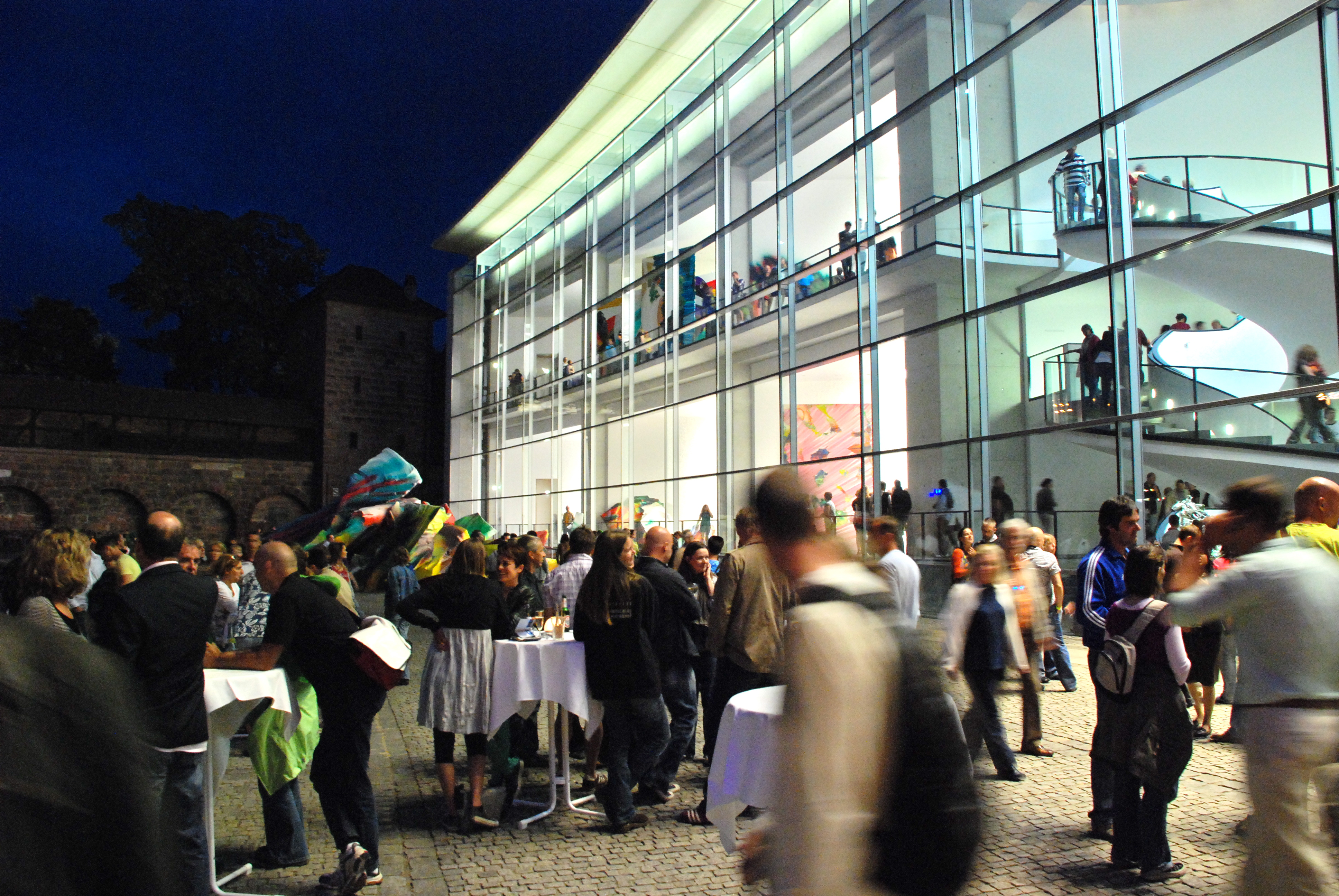
Die Blaue Nacht in Nürnberg mit rund 150.000 Besuchenden, hier das Neue Museum

Seit 2000 findet jährlich Anfang Mai die Blaue Nacht mit bis zu 150.000 Besuchenden in Nürnberg statt. Hierbei gibt es neben einer Vielzahl an Kunststationen verschiedener Darstellungsformen unter einem gemeinsamen Konzept mit etwa hundert Einzelveranstaltungen, auch, ähnlich dem Bardentreffen, teils Auftritte von Straßenkünstlern. Zur optischen Unterstreichung erstrahlt die komplette Straßenbeleuchtung sowie die einzelnen Veranstaltungsorte in Blau. Die Veranstaltung, deren Kernzeit von 19:00 bis 1:30 Uhr ist, zieht sich bis in die frühen Morgenstunden.
Ebenso seit Mai 2000 gibt es die Lange Nacht der Museen in Hamburg. 2014 waren 54 Museen und Ausstellungshäuser beteiligt und zogen ca. 30.000 Besucher an. Die 17. Museumsnacht in Hamburg fang am 22. April 2017 mit erneut 54 Häusern und 800 Veranstaltungen statt; es wurden knapp 28.000 Besucher gezählt. Zur Veranstaltung am 21. April 2018 hatten 59 Museen ihre Teilnahme angemeldet.
In Frankfurt findet die Nacht der Museen jährlich seit dem Jahr 2000 mit Öffnungszeiten von 19:00 bis 2:00 Uhr morgens statt und ist neben dem Museumsuferfest das zweite große jährliche Fest um die dortigen Museen, bei dem diese länger geöffnet haben. Zeitgleich nehmen auch die Museen in Offenbach an der Veranstaltung teil. In dieser Nacht sind auch zahlreiche Galerien geöffnet. In den Jahren 2024 und 2025 nahmen jeweils etwa 40.000 Besucher teil.
Bis 2013 hat die Metropolregion Rhein-Neckar eine gemeinsame Museumsnacht der Städte Mannheim, Heidelberg und Ludwigshafen ausgerichtet. Daran waren insgesamt über 100 Stationen beteiligt.
In Leipzig öffnet die Universität Leipzig anlässlich der jährlichen Museumsnacht auch ihre zahlreichen Lehr- und Lernsammlungen dem allgemeinen Publikum; die Fachhochschule HTWK richtet die Lange Nacht der Computerspiele aus. Im Jahr 2014 richteten Leipzig und Halle (Saale) zum sechsten Mal eine gemeinsame Museumsnacht aus.
Eine Lange Museumsnacht mit Öffnungszeiten bis 1:00 Uhr gibt es in Bonn im Rahmen des seit 1995 jährlich stattfindenden Museumsmeilenfestes.
In Bielefeld finden seit 2002 die Nachtansichten statt. Von 18:00 bis 1:00 Uhr sind die Museen und Galerien geöffnet. Als Besonderheit nehmen auch die Theater, Kirchen und anderen Kultureinrichtungen an der Museumsnacht teil. Ergänzt wird das Angebot der etwa 50 Institutionen durch Lichtinstallationen und Theatervorstellungen unter freiem Himmel.
Auch in Bremen, Chemnitz, Coburg, Darmstadt, Dortmund, Dresden, Düsseldorf, Erfurt, Hannover, Jena, Karlsruhe, Kassel, Kiel, Koblenz, Köln, Lübeck, Mainz, Meißen, München, Münster, Offenbach am Main, Oldenburg, Rostock, Stralsund, Stuttgart und Weimar finden jährlich Lange Nächte statt. In Wiesbaden wird seit dem Jahr 2000 die KURZE NACHT veranstaltet, da sie grundsätzlich an dem Termin stattfindet, an dem die Uhren von Winter- auf Sommerzeit umgestellt werden. In Lüneburg findet alle 2 Jahre eine Lange Nacht der Museen statt, zuletzt im Februar 2024.

## Österreich, Südtirol, Liechtenstein

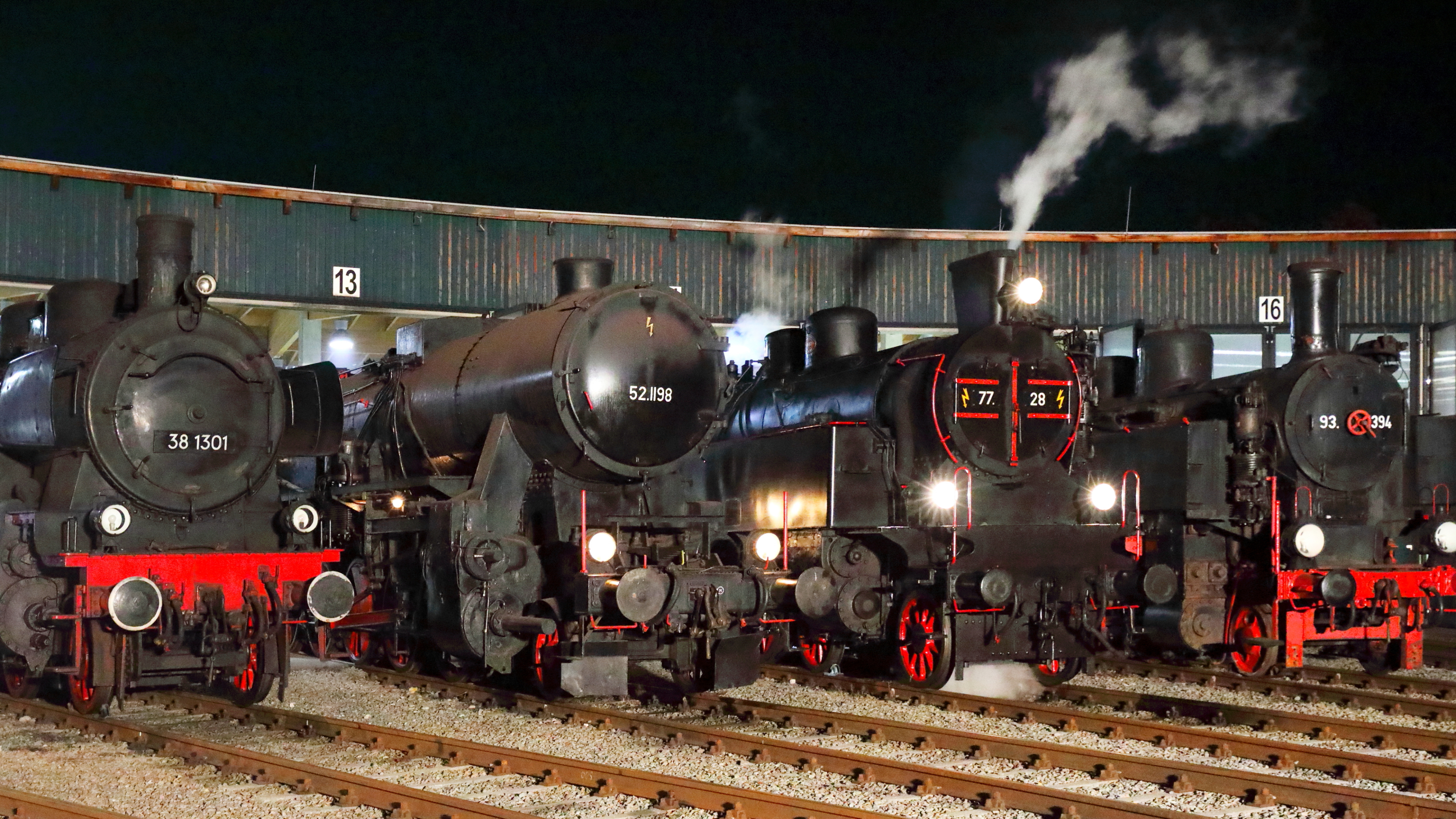
Dampflokomotivenparade bei der 21. Langen Nacht der Museen vor dem Ringlokschuppen des Eisenbahn- und Bergbaumuseums in Ampflwang

Seit dem Jahr 2000 werden Lange Nächte der Museen jährlich zeitgleich in Österreich, Südtirol und Liechtenstein veranstaltet. Organisator ist der ORF. Alle beteiligten Museen haben an diesem Tag von 18:00 bis 1:00 Uhr morgens geöffnet. Innerhalb bestimmter Gebiete ist es möglich, mit einem Shuttle mehrere Museen zu besuchen.
Stattgefunden hat die Lange Nacht bisher am 17. Juni 2000, 9. Juni 2001, 5. Oktober 2002, 20. September 2003, 9. Oktober 2004, 8. Oktober 2005, 7. Oktober 2006, 6. Oktober 2007, 4. Oktober 2008, 3. Oktober 2009, 2. Oktober 2010, 1. Oktober 2011, 6. Oktober 2012, 5. Oktober 2013, 4. Oktober 2014, 3. Oktober 2015 und am 1. Oktober 2016 (356.975 Besuche).
Bei der zehnten Langen Nacht am 3. Oktober 2009 waren mehr als 650 Museen geöffnet. Dabei nahm erstmals auch das Danubiana Meulensteen Art Museum in Bratislava teil. Insgesamt besuchten 443.500 Besucher 2009 die Museen. Auch 2010 konnte eine leichte Steigerung auf 443.800 Besuchern verzeichnet werden. In den folgenden Jahren stagnierten die Besucherzahlen. Im Jahr 2014 nahmen rund 700 Museen, Galerien und Kulturinstitutionen teil. Die Besucherzahl belief sich auf 421.424 Personen, davon alleine knapp 208.000 in Wien. An zweiter Stelle im Bundesländervergleich lag Salzburg (39.712 Besucher) vor der Steiermark (38.889) und Kärnten (35.735). Wie jedes Jahr lag das Naturhistorische Museum mit 16.790 Besuchern in der Besuchergunst vorne, gefolgt von der der Albertina (14.000) und dem Kunsthistorischen Museum (9.530).
Insgesamt nahmen seit dem Jahr 2000 österreichweit mehr als fünf Millionen Besucher an der Langen Nacht der Museen teil (bis 2014).
Die 20. Ausgabe im Jahr 2019 verzeichnete knapp 390.000 Besucher. 2020 wurde die Veranstaltung aufgrund der COVID-19-Pandemie abgesagt.

## Polen
Im Jahr 2003 wurde die erste “Noc Muzeów” vom Posener Nationalmuseum organisiert. An der Museumsnacht im Jahr 2010 nahmen bereits alle großen polnischen Städte teil.

## Schweiz
In der Schweiz gibt es Museumsnächte in Basel (seit 2001), Bern (seit 2003), Luzern, St. Gallen und Zürich (seit 1999).

## Slowakei
Seit 2005 wird die Lange Nacht der Museen (Noc múzeí a galérií) auch in Bratislava durchgeführt. Im Jahr 2013 nahmen daran Museen, Galerien und Kulturinstitute aus fünfzig slowakischen Städten teil.

## Tschechien
In Tschechien wurde die Museumsnacht seit Mitte der 2000er Jahre durchgeführt, allerdings nicht zu einem einheitlichen Datum. Im Jahr 2012 nahmen in Prag 39 Institutionen, mit ca. 200.000 Besuchern, daran teil.

## Außerhalb Europas
- La Noche de los Museos in Buenos Aires,[30] Argentinien, erstmals 2004 veranstaltet.
- Gabii sa Kabilin oder Night of Heritage („Nacht des Erbes“) in Cebu City auf den Philippinen, erstmals 2006 durch die Ramon Aboitiz Foundation Inc. (RAFI) veranstaltet[31] und die erste Veranstaltung dieser Art in der Region Asien-Pazifik

## Format-Übernahmen
Der große Erfolg der Langen Nacht der Museen hat die gemeinschaftliche Öffentlichkeitsarbeit anderer Bereiche in verschiedenen Ländern inspiriert und die Veranstaltungsform „Lange Nacht“ in unterschiedlichsten Gebieten der Kultur, Wissenschaften, Kirchen bis zum Einzelhandel etabliert.